# Майдан-Середній
Майдан-Середній (пол. Majdan Średni) — село в Польщі, у гміні Рудник Красноставського повіту Люблінського воєводства.
У 1975-1998 роках село належало до Замойського воєводства.